# Эрхарт, Якоб Фридрих
Якоб Фридрих Эрхарт (Эргарт), (нем. Jakob Friedrich Ehrhart или нем. Friedrich Ehrhart, 4 ноября 1742 — 26 июня 1795) — немецко-швейцарский ботаник, миколог и фармацевт.

## Биография
Якоб Фридрих Эрхарт родился в коммуне Хольдербанк 4 ноября 1742 года.
С юности Эрхарт интересовался естественными науками. 
Изучал фармацию в Нюрнберге, ботанику в Эрлангене, Ганновере, Стокгольме и Упсале.
С 1774 по 1776 год обучался в Уппсальском университете, в том числе у выдающегося шведского учёного Карла Линнея.
С 1778 года Якоб Фридрих Эрхарт упорядочивал коллекции немецкого натуралиста, химика и фармацевта Иоганна Герхарда Рейнхарда Андреэ в Ганновере.
15 сентября 1779 года он обнаружил небольшое болото, вода которого имела сильный запах серы. Этот источник серы вскоре стал использоваться для лечения подагры и ревматизма.
Позже был директором королевского сада в Херренхаузене, близ Ганновера. С 1780 года издавал декады гербария ганноверской флоры.
Якоб Фридрих Эрхарт умер в Ганновере 26 июня 1795 года.

## Научная деятельность
Якоб Фридрих Эрхарт специализировался на папоротниковидных, мохообразных и на семенных растениях, а также на микологии.

## Научные работы
- Briefe aus der Schweiz nach Hannover geschrieben, in dem Jahre. 1763.
- Chloris hanoverana. 1776.
- Supplementum systematis vegetabilium, generum et specierum plantarum. 1781.
- Beiträge zur Naturkunde und den damit verwandten Wissenschaften, besonders der Botanik, Chemie, Haus- und Landwirthschaft, Arzneigelehrheit und Apothekerkunde. 7 Bände, 1787 bis 1792.

## Почести
Род растений Ehrharta Thunb. семейства Злаки был назван в его честь.